# ژلتیتسه (ناحیه زنویمو)
ژلتیتسه (به چکی: Želetice) یک منطقهٔ مسکونی در جمهوری چک است که در ناحیه زنویمو واقع شده‌است. ژلتیتسه ۶٫۰۶ کیلومتر مربع مساحت و ۲۷۶ نفر جمعیت دارد و ۲۲۴ متر بالاتر از سطح دریا واقع شده‌است.